# 마르코스 요렌테
마르코스 요렌테 모레노(스페인어: Marcos Llorente Moreno, 1995년 1월 30일~)는 현재 아틀레티코 마드리드와 스페인 축구 국가대표팀에서 뛰고 있는 스페인의 축구 선수로, 포지션은 미드필더, 라이트백이다.
레알 마드리드 유스 출신으로, 레알 마드리드에서 3시즌 동안 39경기를 뛰며 2골을 기록한 후 2019년 6월 지역 라이벌 팀인 아틀레티코 마드리드로 이적했다. 아틀레티코 마드리드에서는 중앙, 오른쪽 미드필더 외에 세컨드 스트라이커, 라이트백 포지션도 겸직하고 있다.
2020년 스페인 축구 국가대표팀에 데뷔한 요렌테는 UEFA 유로 2020과 2022년 FIFA 월드컵에 참가했다.

## 클럽 경력
마드리드 출신으로, 요렌테는 2008년에 13세의 나이로 레알 마드리드 유소년 아카데미에 합류했다. 2014년 7월, 청년부에서 인상적인 활약을 보인 후, 그는 지네딘 지단 감독에 의해 즉시 2군으로 승격되었다.
2014년 8월 24일, 요렌테는 1-2로 진 아틀레티코 마드리드 B와의 세군다 디비시온 B 원정 경기에서 첫 성인 무대 경기를 뛰었다. 그는 시즌 25경기에 나서서, 도합 1637분을 활동했다.
요렌테는 2015년 시즌 전 일정에 1군과 합류했고, 맨체스터 시티, 인테르나치오날레, 그리고 볼레렝아와의 친선경기에 출전했다. 그는 같은 해 10월 17일, 3-0으로 이긴 레반테와의 안방 경기에서 후반에 마테오 코바치치와 교체로 들어가 첫 프로 경기이자 라 리가 경기를 치렀다.

### 알라베스 임대
2016년 8월 10일, 그는 한 시즌 간 라 리가의 알라베스로 임대되었다. 같은 해 9월 10일, 마르코스는 2-1로 이긴 바르셀로나 원정 경기에서 90분을 소화했다.

## 사생활
요렌테는 축구 가문 출신으로, 몇 명은 레알 마드리드에서 활동했다. 그의 부친 파코와 큰할아버지 프란시스코 헨토는 측면 미드필더로 활약했고, 외할아버지 라몬 그로소는 공격수로 활동했다.

## 수상

#### 레알 마드리드
- UEFA 챔피언스리그 : 2017-18
- FIFA 클럽 월드컵 : 2017, 2018

#### 아틀레티코 마드리드
- 라리가 : 2020-21